# Hexamethylbenzol
Hexamethylbenzol (Mellitol, Melliten) ist ein mit sechs Methylgruppen substituiertes Benzol und damit ein aromatischer Kohlenwasserstoff.

## Geschichte und Eigenschaften
Im Jahr 1880 beobachteten J. Le Bel und W. H. Greene, dass bei der Umsetzung von Methanol über geschmolzenem Zinkchlorid auch Hexamethylbenzol gebildet wurde.
{\displaystyle {\ce {15 CH3OH -> C6(CH3)6 + 3 CH4 + 15 H2O}}}
Die Reaktion wurde interpretiert als Dehydrocyclisierung von Ethen zu Benzol unter anschließender Friedel-Crafts-Alkylierung durch Methylchlorid.
{\displaystyle \mathrm {2\ CH_{3}OH+ZnCl_{2}\longrightarrow 2\ CH_{3}Cl+Zn{(OH)}_{2}} }
{\displaystyle \mathrm {C_{6}H_{6}+6\ CH_{3}Cl\longrightarrow C_{6}{(CH_{3})}_{6}+6\ HCl} }
Hexamethylbenzol ist ein Feststoff, der orthorhombische Prismen oder Nadeln bildet. Der Schmelzpunkt liegt bei 165,5 °C und ist damit der höchste der methylsubstituierten Benzole.
Der Trivialname Mellitol leitet sich aus der Mellitsäure (Benzolhexacarbonsäure) ab, die wiederum aus Mellit (Honigstein) isoliert wurde. In gleicher Weise leitet sich daraus der Trivialname des 1,2,3-Trimethylbenzols (Hemellitol, Hemi-Mellitol) ab. Die Silbe Hemi- kennzeichnet hier die Hälfte an Substituenten.
| Struktur von Hexamethylbenzol | Struktur von Hemellitol |
| Mellitol (Hexamethylbenzol)   | Hemellitol              |
Im Jahr 1929 bewies Kathleen Lonsdale erstmals die Form des Hexamethylbenzols und zeigte somit, dass der Benzolring hexagonal und eben ist. Im Gegensatz dazu weist das Hexamethylbenzol-Dikation eine pentagonal-pyramidale Struktur auf, bei dem das apikale sechsfach koordinierte Kohlenstoffatom sowohl an eine Methylgruppe (Bindungslänge 1,479(3) Å) sowie die fünf basalen Kohlenstoffatome gebunden ist (Bindungslängen 1,694(2)–1,715(3) Å).

## Darstellung
Zur Darstellung wird eine Lösung von Phenol in Methanol über einen längeren Zeitraum auf einen aktivierten Aluminiumoxid-Katalysator von 530 °C getropft.

## Verwendung
Weil es elektronenreich ist, kann Hexamethylbenzol als Ligand in der metallorganischen Chemie verwendet werden. Es findet Verwendung in zahlreichen metallorganischen Synthesen, z. B. mit Titan, Chrom, Cobalt, Rhodium und Rhenium. Zwei weitere Beispiele aus der Organoruthenium-Chemie sind die Sandwichkomplexe Ru(ɳ4-C6(CH3)6)(ɳ6-C6(CH3)6) und das Dikation [Ru(ɳ6-C6(CH3)6)2]2+.
Hexamethylbenzol wird ferner als Lösungsmittel für die 3He-NMR-Spektroskopie verwendet.